# 大盆地響尾蛇
大盆地響尾蛇( Crotalus lutosus ) 是一種產於美國大盆地地區的有毒響尾蛇成年大盆地響尾蛇全长66-121厘米，很少有超过1米的成年大盆地響尾蛇。